# Rokka no Yuusha
Rokka no Yuusha (яп. 六花の勇者 Рокка но Ю:ся, Храбрецы шести цветов) — японское ранобэ, автором которого является Исио Ямагата, а иллюстратором — Мияги. Издательством Shueisha было опубликовано всего 6 томов романа. По мотивам ранобэ свой выпуск начала манга авторства Кэй Тору в журнале Super Dash & Go!. Также на основе романа студией Passione был выпущен аниме-сериал из 12 серий, охватывающий все события первого тома, который транслировался в Японии с 5 июля по 20 сентября 2015 года.

## Сюжет
Действие происходит в неизвестном мире, похожем на вселенную ролевой игры с колоритом мезоамериканских цивилизаций. Когда-то давно миру угрожал могущественный демон, который был покорён и заточён на полуострове богиней судьбы. После этого, богиня разделила свою силу на шесть частей, которые должны были появляться у избранных людей с каждой новой реинкарнацией. И вот демон снова набирает силы и даже может вырваться из заточения, посылая своих слуг разорять деревни. Героям шестицветия предстоит объединиться и снова повергнуть демона. Избранник помечается особым символом, появляющимся на теле. Однако во время путешествия становится ясно, что обладателей лепестков семеро вместо шести, а значит один является самозванцем. Герои начинают подозревать друг друга, терять доверие и образовывать вражеские коалиции друг против друга, при этом кто-то явно подставляет Адлета Майера, главного героя, и поэтому все встают против него, и до того, как его успеют убить, Адлету придётся доказать свою невиновность.

## Список персонажей
Адлет Майер (яп. アドレット・マイア Адорэтто Майа)
Сейю: Сома Саито
Главный герой, считает себя сильнейшим в мире человеком, но на деле сражается, используя разные уловки и ловушки. Несмотря на это Адлет очень умён и является тактиком. Питает привязанность к Фреми и стремится помочь ей. Также его сила каким-то образом связана с королём демоном, однако сюжет не раскрывает больших подробностей.
Начетания Лоей Пиена Августа (яп. ナッシェタニア・ルーイ・ピエナ・アウグストラ Насэтаниа Руиː Пиэна Аугусутора)
Сейю: Ёко Хикаса
Принцесса Пиены, помогла Адлету сбежать из тюрьмы. С помощью магии может создавать лезвия. Со стороны кажется очень дружелюбной и верна Адлету, но на деле же оказалось, что она вовсе не была избрана цветком и была подослана демонами, чтобы ослабить и убить остальных героев в том числе и Адлета, так как верит в мирное сосуществование демонов и людей. Когда план Начетании провалился, её забрали демоны.
Фреми Спидроу (яп. フレミー・スピッドロウ Фурэми Супиддороː)
Сейю: Аои Юки
Девушка-полудемон. Её отец был человеком. Получила задание от матери уничтожить героев шестицветия, но после провала задания по убийству Чамо, была предана и изгнана из земель демонов, но после этого продолжила преследовать героев. Адлет хоть и с трудом, но убедил Фреми отказаться от пути насилия, и позже она даже проникается к нему чувствами. Любит собак и ненавидит людей, была тем, кто убил сестру Адлета.
Гольдоф Аврора (яп. ゴルドフ・アウオーラ Горудофу Аурораː)
Сейю: Коки Утияма
Слуга Начетании, в качестве оружия использует большое копьё. В детстве был спасён Начетанией, после чего поклялся принцессе в верности, но не подозревал о её связях с демонами. Ревнует, когда Адлет находится слишком близко к Начетании. Из-за своей непоколебимой верности принцессе, предаёт героев в конце третьего тома.
Чамо Россо (яп. チャモ・ロッソ Тямо Россо)
Сейю: Аи Какума
Маленькая девочка, но уже обладающая колоссальной магической силой. Может поглощать огромные массы болота и использовать болотных существ для атаки противника, слушается Мору Честер.
Мора Честер (яп. モーラ・チェスター Моːта Тэсутаː)
Сейю: Рина Сато
Женщина-священник и самая старшая в команде героев шестицветия. Когда никто не мог понять, кто самозванец, Мора стала подозревать Адлета и пыталась преследовать его и убить. На деле же она тоже самозванец, так как за три года до основных событий в теле её дочери — Сенилии завёлся демон-паразит и Мору вынудили пойти на сделку, что она в обмен на жизнь дочери убила одного из храбрецов. Так её жертвой становится Ханс.
Ханс Хампти (яп. ハンス・ハンプティ Хансу Хампути)
Сейю: Кэнити Судзумура
Ассасин, своим поведением подражает кошке. Когда все подозревали Адлета, он попытался его убить, но увидев искренние намерения Адлета, перестал подозревать и встал на его сторону, однако одновременно притягивает на себя больше подозрений. Позже был убит Морой Честер, но воскрешён с помощью силы Ролонии.
Ролониа Манчетта (яп. ロロニア・マンチェッタ Ророниа Мантэтта)
Сейю: Хисако Канэмото
Подруга детства Адлета, носит костюм-броню коровы. Присоединяется к группе в конце первого тома, после того, как Начетания вернулась к демонам. Вследствие чего, порождает новое недоверие в команде, потому что героев снова семь. Обладает магией крови, которой управляет с помощью хлыста. По вкусу крови может определять содержащиеся в ней примеси.

## Медиа

### Ранобэ
Автором ранобэ является Исио Ямагата, а иллюстратором Мияги. Роман начал публиковаться издательством Shueisha с 25 августа 2011 года, как часть серии Super Dash Bunko. Начиная с 11 ноября 2014 года, роман публикуется в Dash X Bunko, где также были перевыпущены первые главы романа. По состоянию на 24 июля 2015 года было выпущено 6 томов романаː
| № | Дата публикации      | ISBN                   |
| - | -------------------- | ---------------------- |
| 1 | 25 августа 2011 года | ISBN 978-4-08-630633-1 |
| 2 | 25 апреля 2012 года  | ISBN 978-4-08-630671-3 |
| 3 | 22 ноября 2012 года  | ISBN 978-4-08-630710-9 |
| 4 | 25 июля 2013 года    | ISBN 978-4-08-630745-1 |
| 5 | 21 ноября 2014 года  | ISBN 978-4-08-631008-6 |
| 6 | 24 июля 2015 года    | ISBN 978-4-08-631056-7 |

### Манга
По мотивам ранобэ мангакой Кэй Торы была выпущена манга, начавшая свой выпуск в апреле 2012 года, в журнале Super Dash & Go! издательства Shueisha. Вскоре журнал перестал выпускать главы манги и дальше она стала публиковаться в онлайн-версии журнала в интернете. Первый том манги был выпущен 25 октября 2012 года, четвёртый том — 24 июля 2015 года.

### Аниме
По мотивам ранобэ студией Passione с 4 июля по 20 сентября 2015 года выпускался аниме-сериал, режиссёром которого выступил Такэо Такахаси. Аниме лицензировано компанией Ponycan USA для показа на территории США.
| №  | Заголовок                                                            | Дата выхода           |
| -- | -------------------------------------------------------------------- | --------------------- |
| 1  | The Strongest Man in the World «Тидзё Сайкё но Отоко» (地上最強の男) | 4 июля 2015 года      |
| 2  | The First Journey «Хадзимэтэ но Таби» (初めての旅)                   | 11 июля 2015 года     |
| 3  | The Girl Who Kills Braves «Рока-гороси но Сёдзё» (六花殺しの少女)    | 18 июля 2015 года     |
| 4  | The Heroes Gather «Юся Сюкэцу» (勇者集結)                            | 25 июля 2015 года     |
| 5  | The Seventh Brave «Нана Нинмэ но Юся» (七人目の勇者)                 | 1 августа 2015 года   |
| 6  | A Trap and a Rout «Вана то Каисоː» (罠と潰走)                        | 8 августа 2015 года   |
| 7  | The Reason of the Two «Футари но Рию» (二人の理由)                   | 15 августа 2015 года  |
| 8  | The Average Man and the Genius «Бондзин то Тэнсаи» (凡人と天才)      | 22 августа 2015 года  |
| 9  | Blossoms of Doubt «Гиваку но Цубоми» (疑惑の蕾)                      | 29 августа 2015 года  |
| 10 | Desperate Situation «Дзэттаи Дзэцумэй» (絶体絶命)                    | 5 сентября 2015 года  |
| 11 | Counter Attack «Ханоː» (反攻)                                        | 12 сентября 2015 года |
| 12 | The Time to Reveal the Answer «Каимэй но токи» (解明の時)            | 19 сентября 2015 года |

## Восприятие
Ник Кремер, критик сайта ANN, похвалил сюжет за концепцию мира, в котором происходит основное действие, и захватывающие сцены борьбы. Главный герой нетипичен, он является харизматической личностью, которая заявляет, что является сильнейшим воином в мире, хотя очевидно, что в команде семицветия он самый слабый. Кажется, что сюжет завязывается в самом начале, что зрителя ждёт необычный поворот с середины сериала. Среди недостатков критик отметил в общем неинтересность остальных персонажей.